# Geoffrey Mason
Geoffrey Travers Mason, född 13 maj 1902 i Philadelphia, död 5 januari 1987, var en amerikansk bobåkare.
Mason blev olympisk guldmedaljör i femmansbob vid vinterspelen 1928 i Sankt Moritz.